# Syngamia endolasea
Syngamia endolasea là một loài bướm đêm trong họ Crambidae.